# Steve Kloves
Steven Kloves (født 18. marts 1960) er en amerikansk manuskriptforfatter og filminstruktør. Han er mest kendt for at have skrevet manuskripterne til Harry Potter-filmene, med undtagelse af manuskriptet til Harry Potter og Fønixordenen. Desuden skrev han manuskriptet til filmatiseringen af Michael Chabons roman Wonder Boys til filmen af samme navn. For dette manuskript blev Steve Kloves nomineret til en Golden Globe Award samt en Oscar.

## Filmografi
- Racing with the Moon (1984)
- The Fabulous Baker Boys (1989)
- Flesh and Bone (1993)
- Wonder Boys (2000)
- Harry Potter og De Vises Sten (2001)
- Harry Potter og Hemmelighedernes Kammer (2002)
- Harry Potter og Fangen fra Azkaban (2004)
- Harry Potter og Flammernes Pokal (2005)
- Harry Potter og Halvblodsprinsen (2009)
- Harry Potter og Dødsregalierne - del 1 (2010)
- Harry Potter og Dødsregalierne - del 2 (2011)